# Thomas Kreis (Physiker)

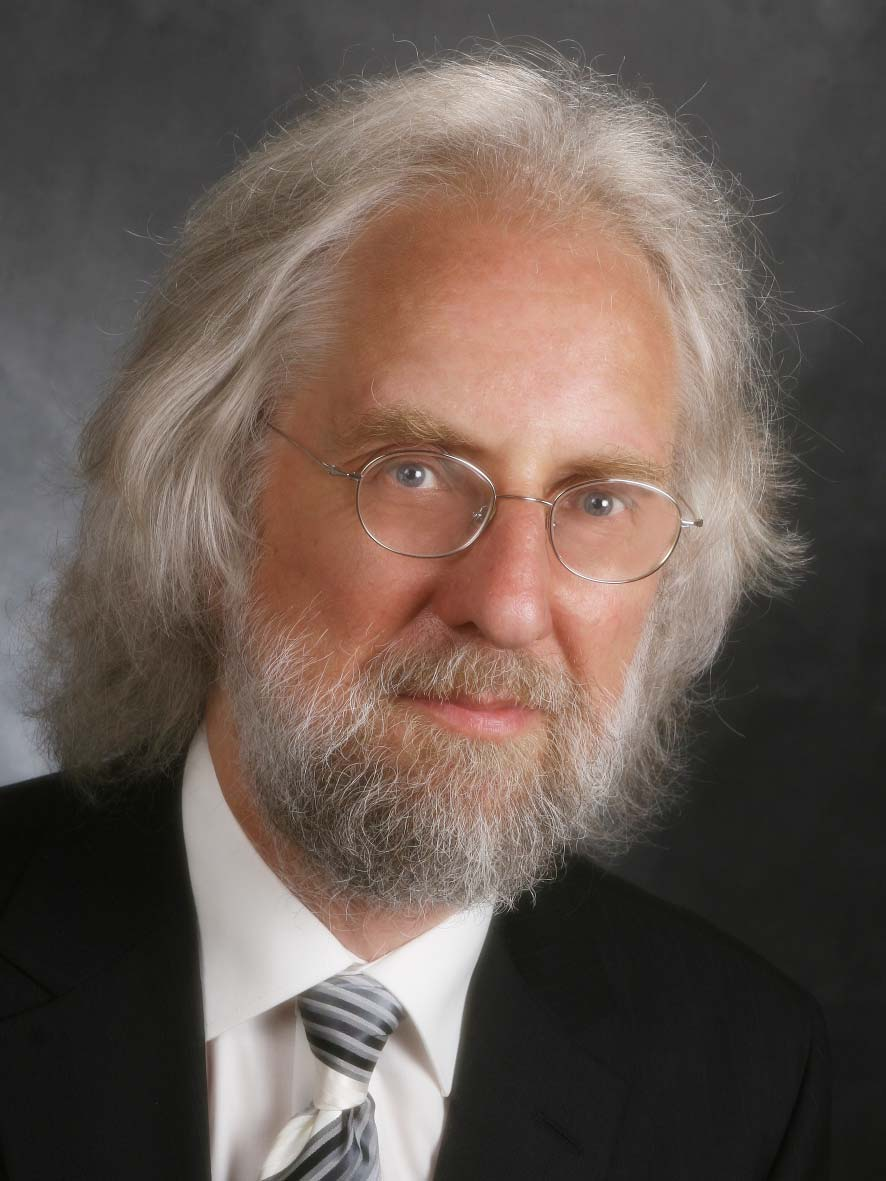
Thomas Kreis

Thomas Kreis (* 1952 in Kassel) ist ein deutscher Physiker. Er ist Professor für Physik an der Universität Bremen und Senior Scientist am Bremer Institut für angewandte Strahltechnik (BIAS).

## Werdegang
Kreis studierte ab 1970 an der Georg-August-Universität Göttingen Mathematik und theoretische Physik. Er beendete 1976 sein Studium als Diplom-Mathematiker mit einer Diplomarbeit in der statistischen Informationstheorie bei Rudolf Ahlswede.
Von 1977 bis 1980 war er wissenschaftlicher Mitarbeiter am Institut für Messtechnik im Maschinenbau, wo er sich erstmals mit der holographisch interferometrischen Messtechnik beschäftigte. Kreis wurde 1986 mit der Dissertation Auswertung holographischer Interferenzmuster mit Methoden der Ortsfrequenzanalyse bei Fromund Hock an der Universität Hannover zum Dr.-Ing. promoviert.
Seit 1980 arbeitet Kreis als Abteilungsleiter am BIAS, daneben lehrt er angewandte Optik und Physik für Produktionstechniker an der Universität Bremen, wo er sich für das Fachgebiet Angewandte Optik habilitierte und zum Professor ernannt wurde.
Thomas Kreis ist verheiratet, hat zwei Söhne und drei Enkel.

### Wirken
Seit Beginn seiner beruflichen Laufbahn forscht Kreis auf dem Gebiet der holographischen Interferometrie und verwandter Gebiete. Anwendungsbereiche hierfür sind die Form- und Verformungsmesstechnik, die experimentelle Spannungsanalyse und die zerstörungsfreie Prüfung. So erfand er das Fourier-Transformationsverfahren zur automatisierten Auswertung von Interferenzmustern, wofür er 1987 mit dem Rottenkolber-Preis ausgezeichnet wurde. Ebenfalls für die quantitative holographisch interferometrische Messtechnik entwickelte er das Phasenschiebe-Verfahren mit konstanter aber unbekannter Phasenschiebung. Für die qualitative Auswertung der Interferenzmuster führte er Methoden der künstlichen Intelligenz, insbesondere künstliche neuronale Netze ein
Seit Mitte der neunziger Jahre erarbeitete Kreis wesentliche Beiträge zur digitalen Holographie, bei der nicht mehr hochauflösende Fotoplatten belichtet und die zu vermessenden Objekte optisch rekonstruiert werden, sondern die Hologramme mittels CCD aufgenommen, im Computer gespeichert und die komplexen Wellenfelder numerisch rekonstruiert werden. Hierbei beschäftigte er sich einerseits mit den mathematischen Grundlagen, andererseits mit Anwendungen in der Verformungsmesstechnik der Messung von Partikeln in Strömungen, sowie der Messung von Brechzahlverteilungen, z. B. in Lichtleitfasern.
Kreis forscht auch zur holographischen Wiedergabe dreidimensionaler Szenen im Hinblick auf ein zukünftiges holographisches 3D-Fernsehen. Er arbeitete in diversen internationalen Konsortien mit derartiger Forschungszielsetzung mit, so im EU-Network of Excellence 3DTV oder im EU-Verbundprojekt REAL3D. Kreis erfand die referenzwellenlose Phasenholographie (RELPH), ein möglicherweise für ein zukünftiges 3D-TV einsetzbares Verfahren.
Neben den holographischen Problemen widmet Kreis sich auch mathematischen Verfahren in der Oberflächenmesstechnik wie z. B. der Wavelet-Transformation. oder der Strukturfunktion
Kreis hat ca. 100 Schriften – Bücher, Buchkapitel, wissenschaftlichen Artikeln und Konferenzbeiträgen – veröffentlicht. Hervorzuheben sind seine Monographien Holographic Interferometry: Principles and Methods und sein Handbook of Holographic Interferometry. Seine Arbeiten sind mehr als 2500 mal zitiert, er hat einen h-Index von 22 erreicht, wobei Eigenzitate und Zitate von Mitarbeitern des eigenen Instituts nicht mitgerechnet wurden.